# ياسر القرمزي
ياسر القرمزي (9 سبتمبر 1972 -) ممثل بحريني بدأ العمل الفني عام 1995 من خلال مسلسل حسن ونور السنا.

## أعماله
- باب الريح2016 - مسلسل (أبو خديجه)
- تغريدة تويتي2016 - مسرحية
- أهل الدار2014 - مسلسل
- حنين السهاري2014 - مسلسل
- حنين2010 - فيلم
- على موتها أغني2010 - مسلسل
- القفص2009 - فيلم
- عويشه2003 - مسلسل
- زائر2003 - فيلم
- طفولة أخرى 2003 - تمثيلية
- السديم2002 - مسلسل
- ليل البنادر2001 - مسلسل
- نيران2000 - مسلسل
- غناوي المرتاحين1999 - مسلسل
- آخر الرجال1999 - مسلسل
- سعدون1998 - مسلسل
- بحر الحكايات1997 - مسلسل
- حسن ونور السنا1995 - مسلسل